# Polypterus polli
Polypterus polli ist ein afrikanischer Süßwasserfisch aus der Familie der Flösselhechte (Polypteridae), der in Sümpfen und Überschwemmungszonen im unteren und mittleren Kongobecken vorkommt.

## Merkmale
Polypterus polli wird maximal 32 Zentimeter lang. Der mit in schrägen Reihen angeordneten Ganoidschuppen bedeckte, langgestreckte Körper ist in den vorderen zwei Dritteln im Querschnitt annähernd rund. Das letzte Körperdrittel ist seitlich abgeflacht. Rücken und Seiten der Fische sind mit großen schwarzen Flecken versehen, die in einem dichten netzartigen Muster angeordnet sind. Die Bauchseite und die Bauchflossen sind einfarbig hell. Die fleischige Brustflossenbasis zeigt einen großen grauen oder schwarzen Fleck, die Brustflossen einiger Exemplare sind gestreift. Die Rückenflössel sind gepunktet.
Der Unterkiefer der Fische ist etwas länger als der Oberkiefer und steht leicht vor. Polypterus polli hat 52 bis 55 Schuppen in einer Reihe entlang der Seitenlinie, 32 bis 39 Schuppen in einer Reihe rund um den Körper und 22 bis 28 Schuppen vor dem ersten Flössel. Die Anzahl der Rückenflössel liegt nur bei 5 bis 7 und ist damit die geringste unter allen Flösselhechtarten (6 bis 7 bei P. teugelsi, 6 bis 8 bei P. mokelembembe, 7 bis 9 bei P. palmas und P. retropinnis). Die Afterflosse wird von 14 Flossenstrahlen gestützt. Die Brustflossen reichen nicht bis zum ersten Flössel. Die Anzahl der Wirbel liegt bei 50 bis 56.

## Lebensweise
Wie alle Flösselhechte ist Polypterus polli eine bodenbewohnende Fischart, die über die als Lunge dienende Schwimmblase auch Luft atmen kann. Sie lebt in Sümpfen und Überschwemmungszonen und ernährt sich von Fischen, Schnecken und Krebstieren.